# 2019年NBA選秀
2019年NBA选秀于当地时间2019年6月20日在纽约布鲁克林的巴克萊中心举行。NBA球队将依照轮次挑选包括NCAA和其他美国大学篮球球员，以及包含国际球员在内的其他符合资格的球员。当年选秀由ESPN向全美直播，州立农业对选秀赞助并冠名，这也是其连续第八年对NBA选秀提供赞助。这次选秀抽签将第一次采取改制后的乐透抽签机制，当年战绩最差的三支队伍纽约尼克斯、克利夫兰骑士和菲尼克斯太阳均有14%的概率抽中状元，乐透抽签则于当年季后赛进行期间的5月14日举行。最后抽中前四顺位的四支球队里，抽中状元签的新奥尔良鹈鹕、得到榜眼签的孟菲斯灰熊和获得第四顺位的洛杉矶湖人的选秀顺位均较其常规赛战绩提升了至少六位。

## 选秀结果
| PG | 控球后卫 | SG | 得分后卫 | SF | 小前锋 | PF | 大前锋 | C | 中锋 |

| * | 表示此球員已經入選NBA全明星赛和NBA最佳阵容至少一次 |
| + | 表示此球員已經入選NBA全明星赛至少一次              |
| x | 表示此球員已經入選NBA最佳阵容至少一次              |
| # | 表示此球員從未在NBA例行賽或季後賽出賽過            |
| ~ | 表示此球員已經入選NBA年度最佳新秀                  |

| 轮次 | 总顺位 | 球员                  | 位置  | 国籍           | 球队                                                                                      | 学校/俱乐部                                 |
| ---- | ------ | --------------------- | ----- | -------------- | ----------------------------------------------------------------------------------------- | ------------------------------------------- |
| 1    | 1      | 錫安·威廉森+          | PF    | 美国           | 新奥尔良鹈鹕                                                                              | 杜克大学 （大一）                           |
| 1    | 2      | 賈·莫蘭特~*           | PG    | 美国           | 孟菲斯灰熊                                                                                | 莫瑞州立大學 （大二）                       |
| 1    | 3      | R·J·巴瑞特            | SG/SF | 加拿大         | 纽约尼克斯                                                                                | 杜克大学 （大一）                           |
| 1    | 4      | 德安德烈·亨特         | SF    | 美国           | 洛杉矶湖人 （交易至亚特兰大老鹰，经手新奥尔良鹈鹕）                                       | 弗吉尼亚大学 （大二）                       |
| 1    | 5      | 達里厄斯·加蘭+        | PG    | 美国           | 克利夫兰骑士                                                                              | 范德比大學 （大一）                         |
| 1    | 6      | 賈蘭特·柯佛           | SG    | 美国           | 菲尼克斯太阳 （交易至明尼苏达森林狼）                                                     | 德克薩斯理工大學 （大二）                   |
| 1    | 7      | 柯比·懷特             | PG    | 美国           | 芝加哥公牛                                                                                | 北卡罗莱纳大学 （大一）                     |
| 1    | 8      | 賈克森·海斯           | C     | 美国           | 亚特兰大老鹰 （交易至新奥尔良鹈鹕）                                                       | 德克薩斯大學 （大一）                       |
| 1    | 9      | 八村壘                | PF    | 日本           | 华盛顿奇才                                                                                | 冈萨加大学 （大三）                         |
| 1    | 10     | 卡麥隆·瑞迪許         | SF    | 美国           | 亚特兰大老鹰 （来自达拉斯独行侠）                                                         | 杜克大学 （大一）                           |
| 1    | 11     | 卡麥隆·強森           | SF    | 美国           | 明尼苏达森林狼 （交易至菲尼克斯太阳）                                                     | 北卡罗莱纳大学 （大四）                     |
| 1    | 12     | P·J·華盛顿            | PF    | 美国           | 夏洛特黄蜂                                                                                | 肯塔基大学 （大二）                         |
| 1    | 13     | 泰勒·赫洛+            | SG    | 美国           | 迈阿密热火                                                                                | 肯塔基大学 （大一）                         |
| 1    | 14     | 罗密欧·朗福德         | SG    | 美国           | 波士顿凯尔特人 （来自萨克拉门托国王，经手费城76人）                                       | 印第安纳大学 （大一）                       |
| 1    | 15     | 塞古·敦布亚           | SF    | 法國           | 底特律活塞                                                                                | 利摩日 CSP （法国篮球甲级联赛）             |
| 1    | 16     | 丘马·奥基基           | PF    | 美国           | 奥兰多魔术                                                                                | 奧本大學 （大二）                           |
| 1    | 17     | 尼基尔·亚历山大-沃克  | SG    | 加拿大         | 布鲁克林篮网 （交易至新奥尔良鹈鹕，经手亚特兰大老鹰）                                     | 弗吉尼亚理工大学 （大二）                   |
| 1    | 18     | 戈加·比塔泽           | C     |                | 印第安纳步行者                                                                            | KK 梅加 （塞尔维亚篮球联赛）                |
| 1    | 19     | 卢卡·沙马尼奇         | PF    |                | 圣安东尼奥马刺                                                                            | 卢布尔雅那奥林匹亚 (斯洛文尼亚篮球甲级联赛) |
| 1    | 20     | 马蒂斯·塞布尔         | SF    |                | 波士顿凯尔特人 （来自洛杉矶快船，经手孟菲斯灰熊 交易至费城76人）                          | 华盛顿大学 （大四）                         |
| 1    | 21     | 布兰登·克拉克         | PF    | 加拿大 · 美国  | 俄克拉荷马城雷霆 （交易至孟菲斯灰熊）                                                     | 冈萨加大学 （大三）                         |
| 1    | 22     | 格蘭特·威廉斯         | PF    | 美国           | 波士顿凯尔特人                                                                            | 田纳西大学 （大三）                         |
| 1    | 23     | 达里厄斯·贝兹利       | SF    | 美国           | 犹他爵士 （交易至俄克拉荷马城雷霆，经手孟菲斯灰熊）                                       | 普林斯顿高中 （俄亥俄州沙隆维尔; 高中）     |
| 1    | 24     | 泰·傑洛姆             | PG    | 美国           | 费城76人 （先交易至波士顿凯尔特人；后交易到菲尼克斯太阳）                                 | 弗吉尼亚大学 （大三）                       |
| 1    | 25     | 纳西尔·利特尔         | SF    | 美国           | 波特兰开拓者                                                                              | 北卡罗莱纳大学 （大一）                     |
| 1    | 26     | 迪伦·温德勒           | SF    | 美国           | 克利夫兰骑士 （来自休斯敦火箭）                                                           | 贝尔蒙特大学 （大四）                       |
| 1    | 27     | 姆菲翁杜·卡本盖莱     | C     | 加拿大         | 布鲁克林篮网 （来自丹佛掘金；交易至洛杉矶快船）                                           | 佛罗里达州立大学 （大二）                   |
| 1    | 28     | 喬丹·波爾             | SG    | 美国           | 金州勇士                                                                                  | 密歇根大学 （大二）                         |
| 1    | 29     | 凯尔登·约翰逊         | SF    | 美国           | 圣安东尼奥马刺 （来自多伦多猛龙）                                                         | 肯塔基大学 （大一）                         |
| 1    | 30     | 小凯文·波特           | SG    | 美国           | 密尔沃基雄鹿 （交易至底特律活塞；                                                         | 南加利福尼亚大学 （大一）                   |
| 2    | 31     | 尼古拉斯·克拉克斯顿   | PF    | 美屬維爾京群島 | 布鲁克林篮网 （来自纽约尼克斯，经手费城76人）                                             | 乔治亚大学 （大二）                         |
| 2    | 32     | KZ·奥克帕拉           | SF    | 奈及利亞       | 菲尼克斯太阳 （交易至迈阿密热火）                                                         | 斯坦福大学 （大二）                         |
| 2    | 33     | 卡尔森·爱德华兹       | PG    | 美国           | 费城76人 （交易自克利夫兰骑士，经手纽约尼克斯和奥兰多魔术）交易至波士顿凯尔特人）         | 普渡大学 （大三）                           |
| 2    | 34     | 布鲁诺·费尔南多       | C     | 安哥拉         | 费城76人 来自芝加哥公牛，经手洛杉矶湖人，交易至亚特兰大老鹰）                             | 马里兰大学 （大二）                         |
| 2    | 35     | 迪迪·卢扎达           | SF    | 巴西           | 亚特兰大老鹰 （交易至新奥尔良鹈鹕）                                                       | 弗朗卡 （NBB）                              |
| 2    | 36     | 科迪·马丁             | SF    | 美国           | 夏洛特黄蜂 （来自华盛顿奇才，经手亚特兰大老鹰、丹佛掘金和奥兰多魔术）                     | 内华达大学 （大四）                         |
| 2    | 37     | 戴維達斯·希爾維迪斯   | SF    | 立陶宛         | 达拉斯独行侠 （交易至底特律活塞）                                                         | 维尔纽斯里塔斯 （立陶宛篮球联赛）           |
| 2    | 38     | 丹尼尔·加福德         | C     | 美国           | 芝加哥公牛 （来自孟菲斯灰熊）                                                             | 阿肯色大学 （大二）                         |
| 2    | 39     | 阿伦·斯马伊拉吉奇     | C     | 塞爾維亞       | 新奥尔良鹈鹕 （交易至金州勇士）                                                           | 聖克魯斯勇士 （G联赛）                      |
| 2    | 40     | 賈斯汀·詹姆斯         | SG    | 美国           | 萨克拉门托国王 （来自明尼苏达森林狼，经手克利夫兰骑士和波特兰开拓者                       | 怀俄明大学 （大四）                         |
| 2    | 41     | 艾瑞克·帕斯柯爾       | PF    | 美国           | 金州勇士（来自洛杉矶湖人，经手印第安纳步行者、克利夫兰骑士和亚特兰大老鹰）                | 维拉诺瓦大学 （大四）                       |
| 2    | 42     | 阿德米拉尔·斯科菲尔德 | SF    | 美国           | 费城76人 （来自萨克拉门托国王，经手密尔沃基雄鹿和布鲁克林篮网交易至华盛顿奇才             | 田纳西大学 （大四）                         |
| 2    | 43     | 杰伦·诺埃尔           | SG    | 美国           | 明尼苏达森林狼 （来自迈阿密热火，经手夏洛特黄蜂）                                         | 华盛顿大学 （大二）                         |
| 2    | 44     | 波爾·波爾             | C     | 美国 · 苏丹    | 迈阿密热火 （来自夏洛特黄蜂，经手亚特兰大老鹰；交易至丹佛掘金）                           | 俄勒岡大學 （大一）                         |
| 2    | 45     | 以赛亚·罗比           | SF    | 美国           | 底特律活塞 （来自底特律活塞，经手俄克拉荷马城雷霆和波士顿凯尔特人交易至达拉斯独行侠）     | 内布拉斯加大学 （大三）                     |
| 2    | 46     | 塔伦·霍顿-塔克        | SG    | 美国           | 奥兰多魔术 （来自布鲁克林篮网，经手夏洛特黄蜂、孟菲斯灰熊和奥兰多魔术交易至洛杉矶湖人）   | 爱荷华州立大学 （大一）                     |
| 2    | 47     | 伊格纳斯·布拉热代基斯 | SF    | 加拿大         | 萨克拉门托国王 （来自奥兰多魔术，经手纽约尼克斯；交易回纽约尼克斯）                       | 密歇根大学 （大一）                         |
| 2    | 48     | 特倫斯·曼恩           | SF    | 美国           | 洛杉矶快船                                                                                | 佛罗里达州立大学 （大四）                   |
| 2    | 49     | 奎因达里·韦瑟斯庞     | SG    | 美国           | 圣安东尼奥马刺                                                                            | 密西西比州立大学 （大四）                   |
| 2    | 50     | 贾雷尔·布兰特利       | PF    | 美国           | 印第安纳步行者 （交易至犹他爵士）                                                         | 查爾斯頓學院 （大四）                       |
| 2    | 51     | 特雷蒙特·沃特斯       | PG    | 美国           | 波士顿凯尔特人                                                                            | 路易斯安那州立大學 （大二）                 |
| 2    | 52     | 杰伦·麦克丹尼尔斯     | PF    | 美国           | 夏洛特黄蜂 （来自俄克拉荷马城雷霆）                                                       | 圣迭戈州立大学 （大二）                     |
| 2    | 53     | 贾斯汀·赖特-福尔曼    | PG    | 美国           | 犹他爵士                                                                                  | 霍夫斯特拉大学 （大四）                     |
| 2    | 54     | 马里亚尔·沙约克       | SG    | 加拿大         | 费城76人                                                                                  | 爱荷华州立大学 （大四）                     |
| 2    | 55     | 凯尔·盖伊             | SG    | 美国           | 纽约尼克斯 （来自休斯敦火箭；交易至萨克拉门托国王）                                       | 弗吉尼亚大学 （大三）                       |
| 2    | 56     | 杰伦·汉兹#            | PG    | 美国           | 洛杉矶快船 （来自波特兰开拓者，经手奥兰多魔术和底特律活塞；交易至布鲁克林篮网             | 加州大学洛杉矶分校 （大二）                 |
| 2    | 57     | 乔丹·伯恩             | PG    | 美国           | 新奥尔良鹈鹕 来自丹佛掘金，经手密尔沃基雄鹿交易至底特律活塞，经手亚特兰大老鹰和费城76人） | 田纳西大学（大三）                          |
| 2    | 58     | 米耶·奥尼             | SG    | 美国           | 金州勇士 （交易至犹他爵士）                                                               | 耶鲁大学 （大三）                           |
| 2    | 59     | 德万·埃尔南德斯       | PF    | 美国           | 多伦多猛龙                                                                                | 迈阿密大学 （大三）                         |
| 2    | 60     | 瓦尼亚·马林科维奇#    | SG    | 塞爾維亞       | 萨克拉门托国王 （来自密尔沃基雄鹿）                                                       | 贝尔格莱德游击队 （塞尔维亚篮球联赛）       |

- 顺位顺序和选秀结果均来自NBA官网。[89][90]

## 选秀权交易

### 选秀前之交易
以下交易发生在本次选秀之前，并导致了选秀权的交换。
1. ↑  2018年6月21日：达拉斯独行侠和亚特兰大老鹰交易[13]
  - 亚特兰大老鹰得到崔·楊的签约权和一个受保护的2019年首轮选秀权
  - 达拉斯独行侠得到卢卡·东契奇的签约权
2. ↑  2015年7月10日，萨克拉门托国王与费城76人交易[14]
  - 费城76人得到尼克·斯陶斯卡斯、卡尔·兰德里、杰森·汤普森 (篮球运动员)和一个 2019年的首轮选秀权
  - 萨克拉门托国王得到阿尔图拉斯·古代蒂斯（英语：Artūras Gudaitis）和卢卡·米特洛维奇的签约权

2016年6月23日，费城76人与波士顿凯尔特人交易[15]
  - 波士顿凯尔特人得到2017年的首轮选秀权（3号签，选中傑森·塔圖姆）和2019年的首轮选秀权
  - 费城76人得到2017年的首轮选秀权（状元签，选中马克尔·富尔茨）
3. ↑  2016年2月18日，洛杉矶快船与孟菲斯灰熊交易[18]
  - 孟菲斯灰熊得到兰斯·史蒂芬森和一个2019年的首轮选秀权
  - 洛杉矶快船得到杰夫·格林

2016年6月23日，孟菲斯灰熊和波士顿凯尔特人交易[19]
  - 波士顿凯尔特人得到一个2019年的首轮选秀权
  - 孟菲斯灰熊得到德永塔·戴维斯（英语：Deyonta Davis）和拉德·扎戈拉茨（英语：Rade Zagorac）的签约权
4. ↑  2019年2月7日，休斯敦火箭与克利夫兰骑士（三方交易，包括萨克拉门托国王）[26]
  - 克利夫兰骑士得到布兰登·奈特、馬奎斯·克里斯、火箭2019年的首轮选秀权和火箭2022年的二轮选秀权
  - 休斯敦火箭得到尼克·斯陶斯卡斯、韦德·鲍德温四世（英语：Wade Baldwin IV）、伊曼·香珀特和2021年骑士的二轮选秀权
  - 萨克拉门托国王得到亚历克·伯克斯和火箭2020年的二轮选秀权
5. ↑  2018年7月13日，丹佛掘金与布鲁克林篮网交易[27]
  - 布鲁克林篮网得到达雷尔·亚瑟、肯尼斯·法里德、受保护的2019年的首轮选秀权和一个2020年的二轮选秀权
  - 丹佛掘金得到以赛亚·怀特黑德（英语：Isaiah Whitehead）
6. ↑  2018年7月18日，多伦多猛龙和圣安东尼奥马刺交易[29]
  - 圣安东尼奥马刺得到德玛尔·德罗赞、雅各·伯爾特和一个受保护的2019年首轮选秀权
  - 多伦多猛龙得到科怀·伦纳德、丹尼·格林
7. ↑  2014年10月27日，纽约尼克斯与费城76人交易[32]
  - 费城76人得到特拉维斯·奥特洛（英语：Travis Outlaw）和一个2019年的二轮选秀权
  - 纽约尼克斯得到阿内特·穆特里

2017年12月7日，费城76人和布鲁克林篮网交易[33]
  - 布鲁克林篮网得到贾利尔·奥卡福、尼克·斯陶斯卡斯和一个2019年的二轮选秀权
  - 费城76人得到特雷沃·布克
8. ↑  2015年1月5日，克利夫兰骑士和纽约尼克斯交易（三方交易，包括俄克拉荷马城雷霆）[37]
  - 纽约尼克斯得到路易斯·阿蒙森、亚历克斯·柯克（英语：Alex Kirk）、兰斯·托马斯和骑士2019年的二轮选秀权
  - 克利夫兰骑士得到伊曼·香珀特、J·R·史密斯和雷霆15年受保护的首轮选秀权
  - 俄克拉荷马城雷霆得到迪昂·维特斯
9. 1 2  2015年7月9日，纽约尼克斯和奥兰多魔术交易[38]
  - 奥兰多魔术得到现金补偿和交换2019年尼克斯和魔术二轮签的权力
  - 纽约尼克斯得到凱爾·歐奎恩（通过先签后换）
10. ↑  2019年2月7日，奥兰多魔术和费城76人交易[39]
  - 费城76人得到喬納森·西蒙斯和一个2019年的二轮选秀权
  - 奥兰多魔术得到马克尔·富尔茨
11. ↑  2016年7月7日，芝加哥公牛与洛杉矶湖人交易[40]
  - 洛杉矶湖人得到何塞·卡尔德隆和两个未来的二轮选秀权
  - 芝加哥公牛得到阿特尔·马若克（英语：Ater Majok）的签约权

2018年7月6日，洛杉矶湖人和费城76人交易[41]
  - 费城76人得到现金补偿和2019年的二轮选秀权
  - 洛杉矶湖人得到伊萨克·邦加
12. ↑  2015年6月26日，华盛顿奇才与亚特兰大老鹰交易（三方交易，包括纽约尼克斯）[44]
  - 亚特兰大老鹰得到小蒂姆·哈达威、2016年的二轮选秀权和2019年的二轮选秀权
  - 华盛顿奇才得到小凯利·乌布雷
  - 纽约尼克斯得到傑萊恩·葛蘭特的签约权

2017年7月6日，亚特兰大老鹰与丹佛掘金交易（三方交易，包括洛杉矶快船）[45]
  - 丹佛掘金得到2019年的二轮选秀权
  - 亚特兰大老鹰得到贾马尔·克劳福德、戴蒙德·史東和快船2018年的受保护首轮选秀权
  - 洛杉矶快船得到达尼罗·加里纳利

2018年7月21日，丹佛掘金与奥兰多魔术交易[46]
  - 奥兰多魔术得到贾斯汀·杰克逊（英语：Justin Jackson (basketball, born 1997)）的签约权和2019年的二轮选秀权
  - 丹佛掘金得到贾里德·范德比尔特的签约权

2018年7月7日，奥兰多魔术与夏洛特黄蜂交易（三方交易，包括芝加哥公牛）[47]
  - 夏洛特黄蜂得到俾斯麦·比永博、2019年的二轮选秀权和2020年的二轮选秀权
  - 奥兰多魔术得到季莫费·莫兹戈夫和傑萊恩·葛蘭特
  - 芝加哥公牛得到朱利安·斯通（英语：Julyan Stone）
13. ↑  2019年1月3日，芝加哥公牛与孟菲斯灰熊交易[49]
  - 芝加哥公牛得到马尚·布鲁克斯、小韋恩·塞爾登、 2019年的二轮选秀权和2020年的二轮选秀权
  - 孟菲斯灰熊得到贾斯汀·霍勒迪
14. ↑  2015年6月25日，明尼苏达森林狼和克利夫兰骑士交易[51]
  - 克利夫兰骑士得到切迪·奧斯曼、拉基姆·克里斯马斯（英语：Rakeem Christmas）的签约权和一个2019年的二轮选秀权
  - 明尼苏达森林狼得到泰厄斯·琼斯的签约权

2015年7月27日，克利夫兰骑士和波特兰开拓者交易[52]
  - 波特兰开拓者得到布伦丹·海伍德、迈克·米勒、2019年森林狼和湖人更高位置的二轮选秀权和2020年的二轮选秀权
  - 克利夫兰骑士得到现金补偿

2018年6月21日，波特兰开拓者和萨克拉门托国王交易[53]
  - 萨克拉门托国王得到2019年森林狼和湖人更高位置的二轮选秀权和受保护的2020年二轮选秀权
  - 波特兰开拓者得到小加里·特伦特的签约权
15. ↑  2015年7月8日，洛杉矶湖人与印第安纳步行者交易[54]
  - 印第安纳步行者得到2019年的二轮选秀权
  - 洛杉矶湖人得到罗伊·希伯特

2015年7月23日，印第安纳步行者与克利夫兰骑士交易[55]
  - 克利夫兰骑士得到2019年的二轮选秀权
  - 印第安纳步行者得到拉基姆·克里斯马斯

2017年10月14日，克利夫兰骑士与亚特兰大老鹰交易[56]
  - 亚特兰大老鹰得到理查德·杰弗森、凯·费尔德、2019年森林狼和湖人更低位置的二轮选秀权、一个受保护的二轮选秀权和部分现金补偿
  - 克利夫兰骑士得到迪米特里奥斯·阿格拉瓦尼斯（英语：Dimitrios Agravanis）和塞尔吉·格拉迪亚（英语：Sergiy Gladyr）的签约权

2019年6月20日（选秀中途），亚特兰大老鹰与金州勇士交易[57]
  - 金州勇士得到2019年的二轮选秀权
  - 亚特兰大老鹰得到一个2024年的二轮选秀权和现金补偿
16. 1 2  2013年7月12日，密尔沃基雄鹿和萨克拉门托国王交易[58][59]
  - 密尔沃基雄鹿得到一个2016年的二轮选秀权和交换2019年雄鹿与国王二轮选秀权的权力
  - 萨克拉门托国王得到卢克·巴莫特
17. ↑  2014年6月30日，密尔沃基雄鹿与布鲁克林篮网交易[60]
  - 布鲁克林篮网得到一个2015年的二轮选秀权和一个2019年的二轮选秀权
  - 密尔沃基雄鹿被允许雇佣贾森·基德作为球队主教练

2014年10月24日，布鲁克林篮网和费城76人交易[61]
  - 费城76人得到马奎斯·蒂格和一个2019年的二轮选秀权
  - 布鲁克林篮网得到卡斯珀·韦尔（英语：Casper Ware）
18. ↑  2014年6月27日，迈阿密热火与夏洛特黄蜂交易[63]
  - 夏洛特黄蜂得到P·J·海尔斯顿（英语：P. J. Hairston）和塞马耶·克里斯顿的签约权、一个 2019年的二轮选秀权以及部分现金补偿
  - 迈阿密热火得到沙巴茲·奈皮爾的签约权

2015年2月10日，夏洛特黄蜂与明尼苏达森林狼交易[64]
  - 明尼苏达森林狼得到加里·尼尔（英语：Gary Neal）和一个2019年的二轮选秀权
  - 夏洛特黄蜂得到莫·威廉姆斯和特洛伊·丹尼尔斯（英语：Troy Daniels）
19. ↑  2018年6月22日，夏洛特黄蜂与亚特兰大老鹰交易[65]
  - 亚特兰大老鹰得到2019年的二轮选秀权 和一个2023年的二轮选秀权
  - 夏洛特黄蜂得到德文特·格雷厄姆的签约权

2019年6月19日，亚特兰大老鹰和迈阿密热火交易[66]
  - 迈阿密热火得到2019年的二轮选秀权
  - 亚特兰大老鹰得到2024年的二轮选秀权和部分现金补偿
20. ↑  2015年2月19日，底特律活塞与俄克拉荷马城雷霆交易（三方交易，包括犹他爵士）[68]
  - 俄克拉荷马城雷霆得到D·J·奥古斯汀、凯尔·辛格勒和2019年的二轮选秀权
  - 底特律活塞得到雷吉·杰克逊
  - 犹他爵士得到一个2017年的二轮选秀权

2015年7月14日，俄克拉荷马城雷霆与波士顿凯尔特人交易[69]
  - 波士顿凯尔特人得到佩里·瓊斯、2019年的二轮选秀权以及部分现金补偿
  - 俄克拉荷马城雷霆得到一个2018年的二轮选秀权

2017年7月7日，波士顿凯尔特人与底特律活塞交易[70]
  - 底特律活塞得到艾弗里·布拉德利和2019年的二轮选秀权
  - 波士顿凯尔特人得到马库斯·莫里斯
21. ↑  2015年6月26日，布鲁克林篮网与夏洛特黄蜂交易[71]
  - 夏洛特黄蜂得到一个2018年的二轮选秀权、一个2019年的二轮选秀权以及部分现金补偿
  - 布鲁克林篮网得到胡安·保罗·包莱特（英语：Juan Pablo Vaulet）的签约权

2016年2月16日，夏洛特黄蜂与孟菲斯灰熊交易（三方交易，包括迈阿密热火）[72]
  - 孟菲斯灰熊得到P·J·海尔斯顿、克里斯·安德森、黄蜂队2018年的二轮选秀权、一个来自黄蜂队的，2019年的二轮选秀权和两个来自迈阿密热火的二轮选秀权
  - 夏洛特黄蜂得到考特尼·李以及部分现金补偿
  - 迈阿密热火得到布莱恩·罗伯茨（英语：Brian Roberts (basketball)）

2017年6月23日，孟菲斯灰熊与奥兰多魔术交易[73]
  - 奥兰多魔术得到一个2019年的二轮选秀权
  - 孟菲斯灰熊得到伊万·拉布（英语：Ivan Rabb）的签约权
22. ↑  2017年7月14日，纽约尼克斯与萨克拉门托国王交易[75]
  - 萨克拉门托国王得到2019年的二轮选秀权和部分现金补偿
  - 纽约尼克斯被允许雇佣斯科特·佩里 (篮球)（英语：Scott Perry (basketball)）作为球队总经理
23. ↑  2018年7月6日，俄克拉荷马城雷霆与夏洛特黄蜂交易[79]
  - 夏洛特黄蜂得到2019年的二轮选秀权和现金补偿
  - 俄克拉荷马城雷霆得到哈米杜·迪亚洛的签约权
24. ↑  2015年2月19日，纽约尼克斯与休斯顿火箭交易[80]
  - 纽约尼克斯得到阿歷克謝·舍維德、一个2017年的二轮选秀权和一个2019年的二轮选秀权
  - 休斯顿火箭得到巴勃罗·普里吉奥尼
25. ↑  2016年6月23日，波特兰开拓者与奥兰多魔术交易[81]
  - 奥兰多魔术得到2019年的二轮选秀权和现金补偿
  - 波特兰开拓者得到杰克·莱曼（英语：Jake Layman）的签约权

2016年6月29日，奥兰多魔术与底特律活塞交易[82]
  - 底特律活塞得到有条件兑现的二轮选秀权
  - 奥兰多魔术得到约迪·米克斯

2018年6月29日，底特律活塞与洛杉矶快船交易[83]
  - 洛杉矶快船得到托比亚斯·哈里斯、艾弗里·布拉德利、博班·马里亚诺维奇、受保护的2018年首轮选秀权和一个2019年的二轮选秀权
  - 底特律活塞得到布莱克·格里芬、布莱斯·约翰逊和威利·里德
26. ↑  2017年2月23日，丹佛掘金与密尔沃基雄鹿交易[84]
  - 密尔沃基雄鹿得到一个2019年的二轮选秀权
  - 丹佛掘金得到罗伊·希伯特

2019年2月7日，新奥尔良鹈鹕与密尔沃基雄鹿交易（三方交易，包括底特律活塞）[85]
  - 新奥尔良鹈鹕得到斯坦利·约翰逊、贾森·史密斯和四个二轮选秀权
  - 密尔沃基雄鹿得到尼古拉·米罗蒂奇
  - 底特律活塞得到索恩·梅克

### 选秀当日之交易
以下交易发生在选秀日。
1. 1 2 3  2019年6月20日，波士顿凯尔特人与费城76人交易[20]
  - 费城76人得到 凯尔特人的首轮选秀权（20号签，选中马蒂斯·塞布尔）
  - 凯尔特人得到 76人的首轮签和二轮签（24号签和33号签，选中泰·杰罗姆和卡尔森·爱德华兹）
2. 1 2  2019年6月20日，布鲁克林篮网和洛杉矶快船交易[28]
  - 洛杉矶快船得到篮网的首轮选秀权（27号签，选中姆菲翁杜·卡本盖莱）
  - 布鲁克林篮网得到洛杉矶快船的二轮选秀权（56号签，选中杰伦·汉兹）和快船2020年的首轮选秀权
3. ↑  2019年6月20日，密尔沃基雄鹿和底特律活塞交易[30]
  - 底特律活塞得到托尼·斯内尔和雄鹿的首轮选秀权（30号签，选中小凯文·波特）
  - 密尔沃基雄鹿得到乔恩·洛伊尔，活塞旋即交易选秀权至克利夫兰骑士）[viii]
4. ↑  2019年6月20日，新奥尔良鹈鹕与金州勇士交易[50]
  - 金州勇士得到鹈鹕的二轮选秀权（39号签，选中阿伦·斯马伊拉吉奇）
  - 新奥尔良鹈鹕得到2021、2023年的二轮选秀权，以及部分现金补偿
5. ↑  2019年6月20日，费城76人与华盛顿奇才交易[62]
  - 华盛顿奇才得到乔纳森·西蒙斯和76人的二轮选秀权（42号签，选中阿德米拉尔·斯科菲尔德）
  - 费城76人得到现金补偿
6. ↑  2019年6月20日，迈阿密热火与丹佛掘金交易[67]
  - 丹佛掘金得到热火的二轮选秀权（44号签，选中波尔·波尔）
  - 迈阿密热火得到未来的二轮选秀权和部分现金补偿
7. ↑  2019年6月20日，奥兰多魔术与洛杉矶湖人交易[74]
  - 洛杉矶湖人得到魔术的二轮选秀权（46号签，选中塔伦·霍顿-塔克）
  - 奥兰多魔术得到一个2020年的二轮选秀权和部分现金补偿
8. 1 2  2019年6月20日，萨克拉门托国王与纽约尼克斯交易[76][77]
  - 纽约尼克斯得到国王的二轮选秀权（47号签，选中伊格纳斯·布拉热代基斯）
  - 萨克拉门托国王得到尼克斯的二轮选秀权（55号签，选中凯尔·盖伊）和部分现金补偿
9. ↑  2019年6月20日，印第安纳步行者与犹他爵士交易[78]
  - 犹他爵士得到步行者的二轮选秀权（50号签，选中贾雷尔·布伦特利）
  - 印第安纳步行者得到一个2021年的二轮选秀权和现金补偿
10. ↑  2019年6月20日，金州勇士与犹他爵士交易[88]
  - 犹他爵士得到勇士的二轮选秀权（58号签，选中米耶·奥尼）
  - 金州勇士得到现金补偿

### 选秀日后之交易
以下交易是在2019年7月6日，即当年的NBA冻结期结束之日公布。但这些交易在之前已经被报导，只是因为工资帽等原因无法第一时间报知联盟确认。
1. ↑  2019年7月6日：洛杉矶湖人与新奥尔良鹈鹕交易（作为包括华盛顿奇才之三方交易的一部分）[4][5][6][7]
  - 洛杉矶湖人得到安东尼·戴维斯

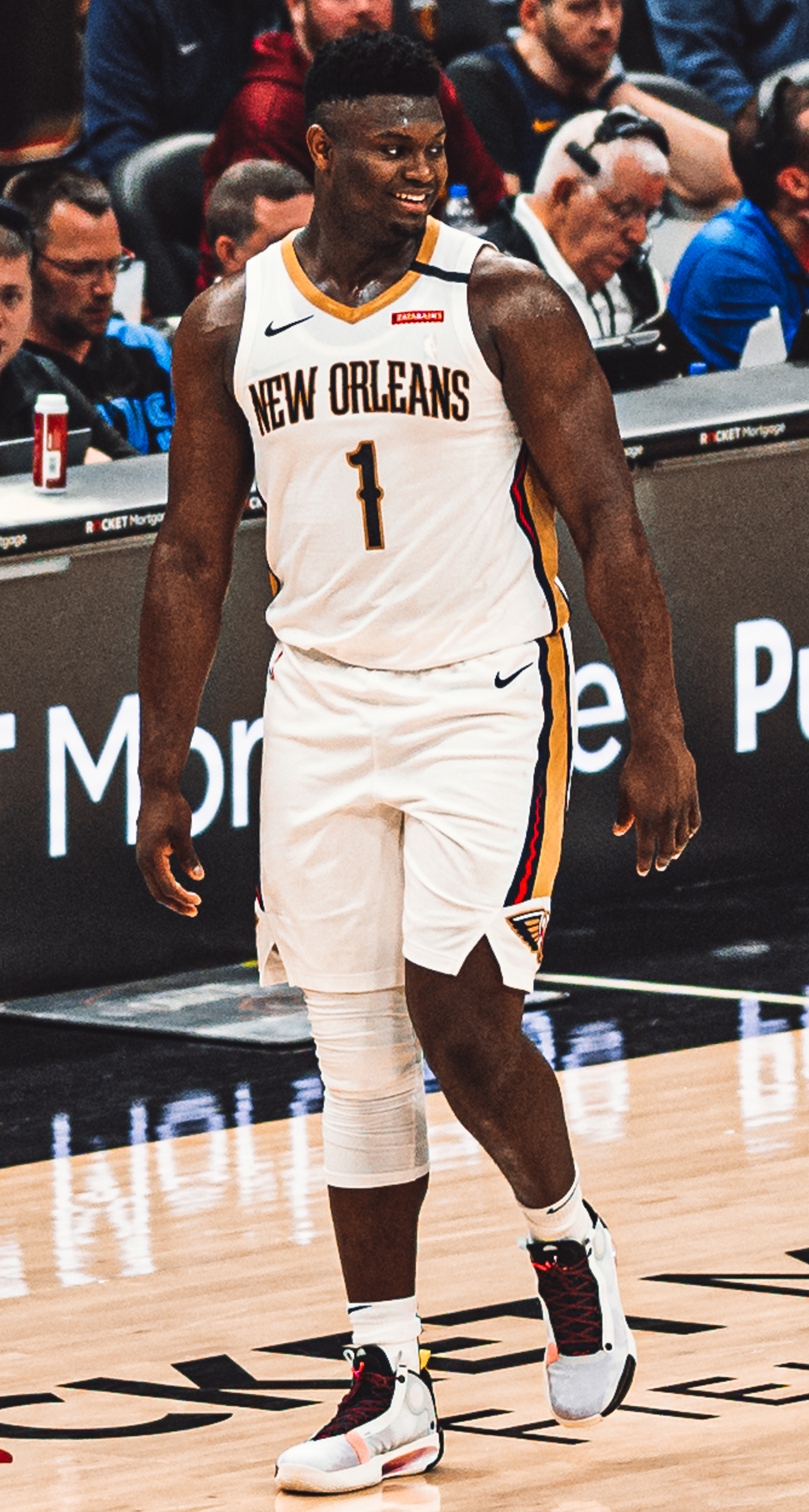
錫安·威廉森被新奥尔良鹈鹕以状元签选中，他来自杜克大学，本届选秀在前十顺位被选中的球员有三位来自杜克。

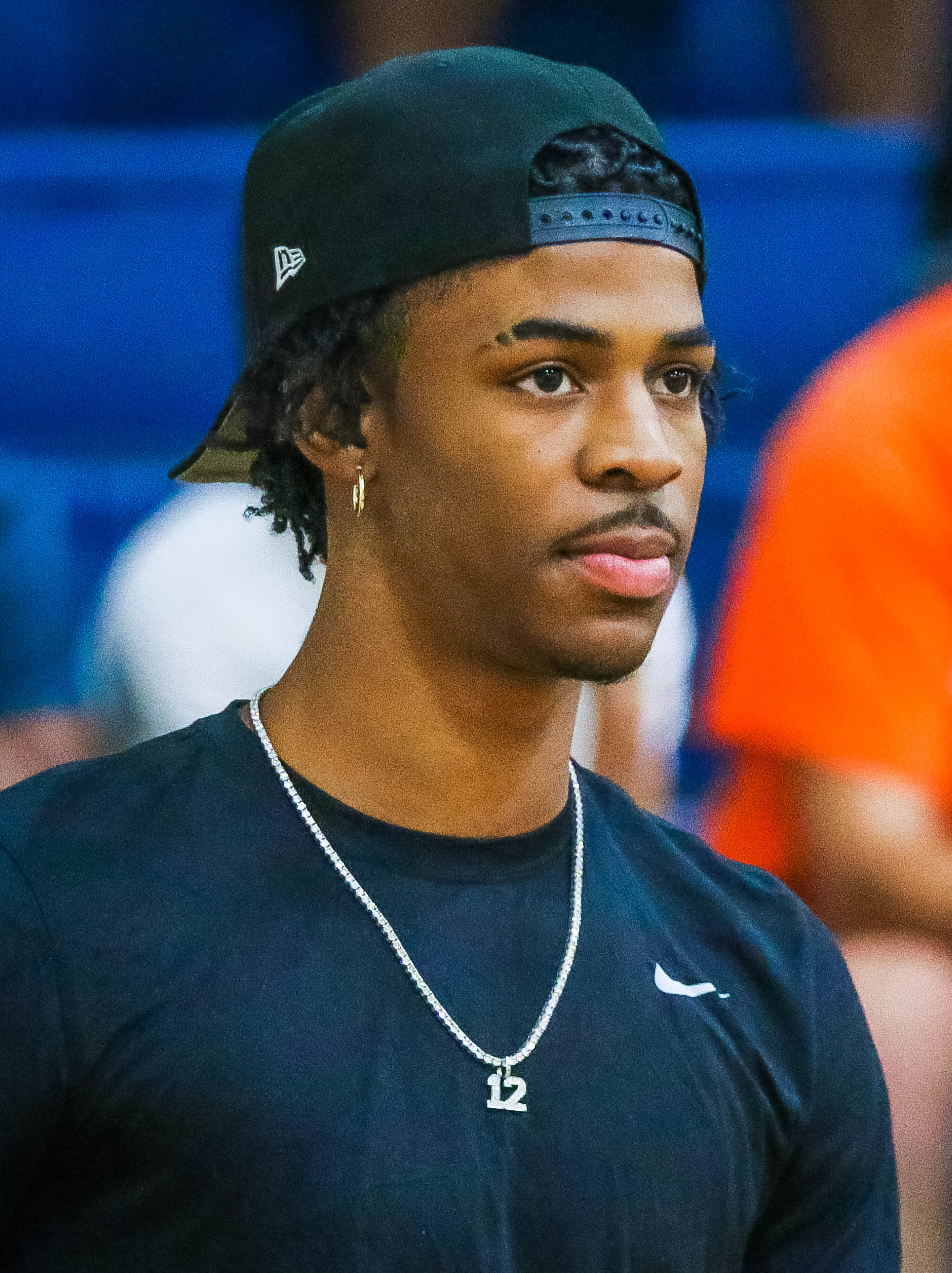
賈·莫蘭特在第二顺位被孟菲斯灰熊选中，他也是当届的最佳新秀。

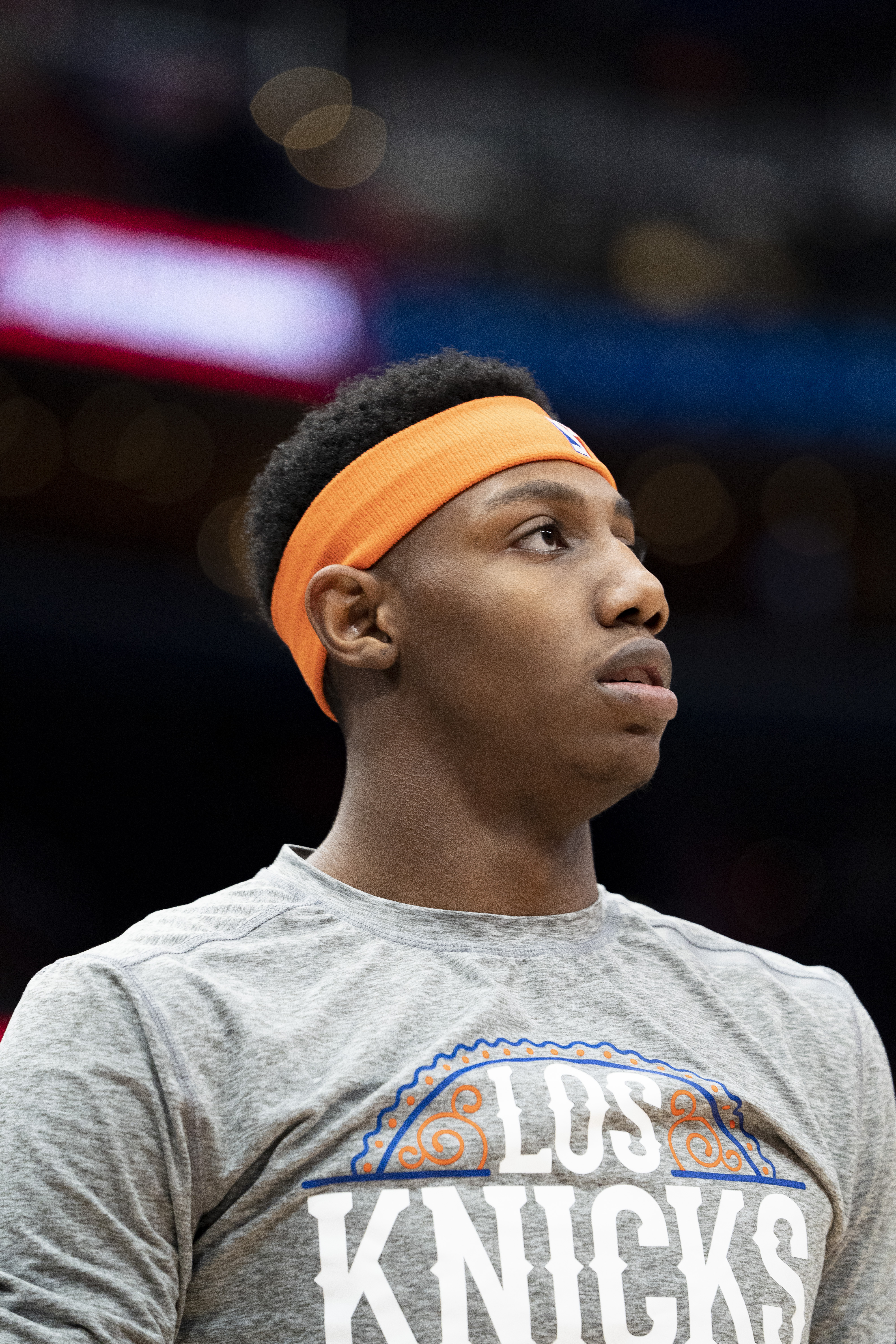
R·J·巴瑞特与錫安·威廉森同样来自杜克大学，他被纽约尼克斯以探花签选中。

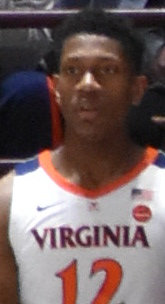
德安德烈·亨特在第四顺位被洛杉矶湖人选中，最后被交易至亚特兰大老鹰。

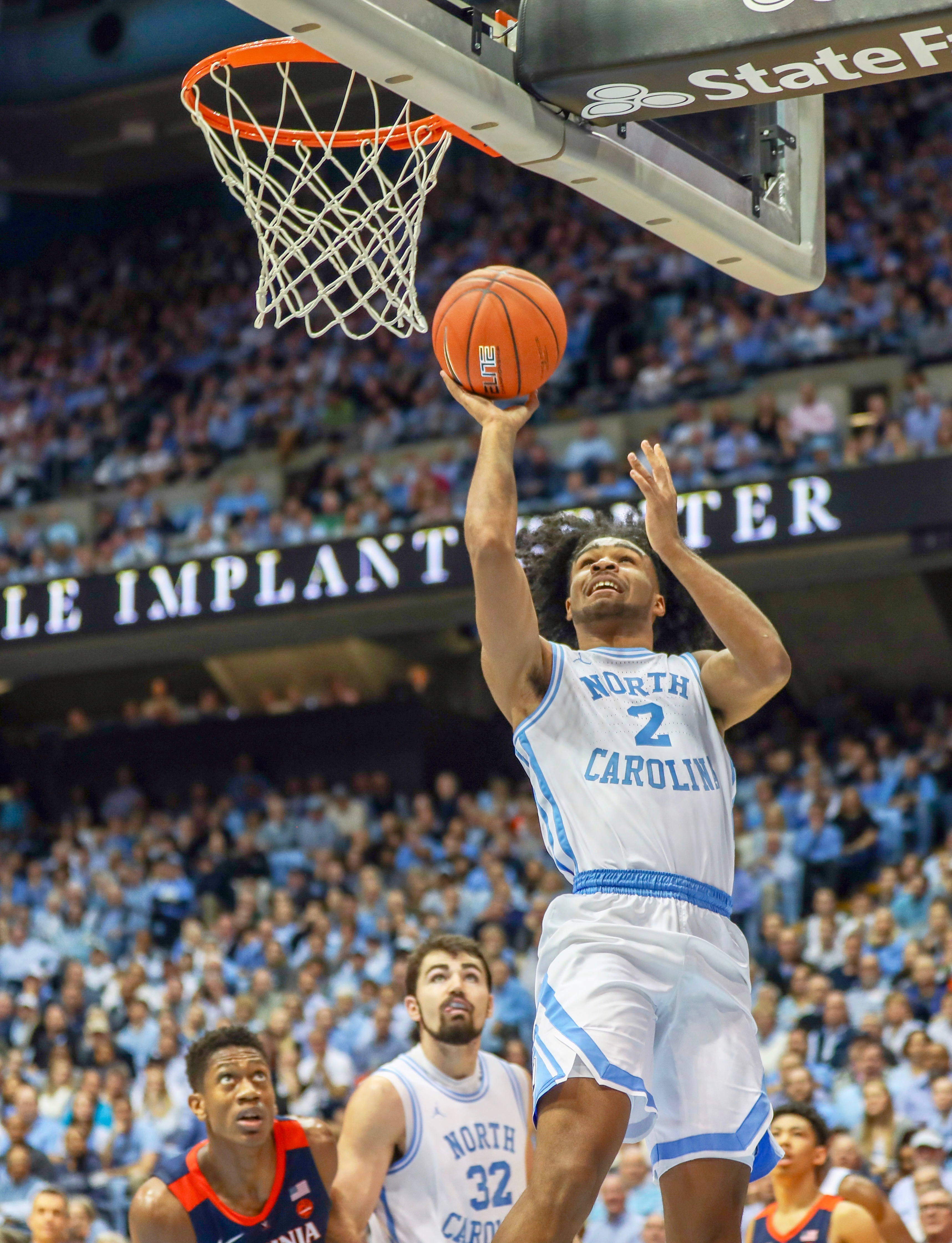
柯比·懷特在第七顺位被芝加哥公牛选中。

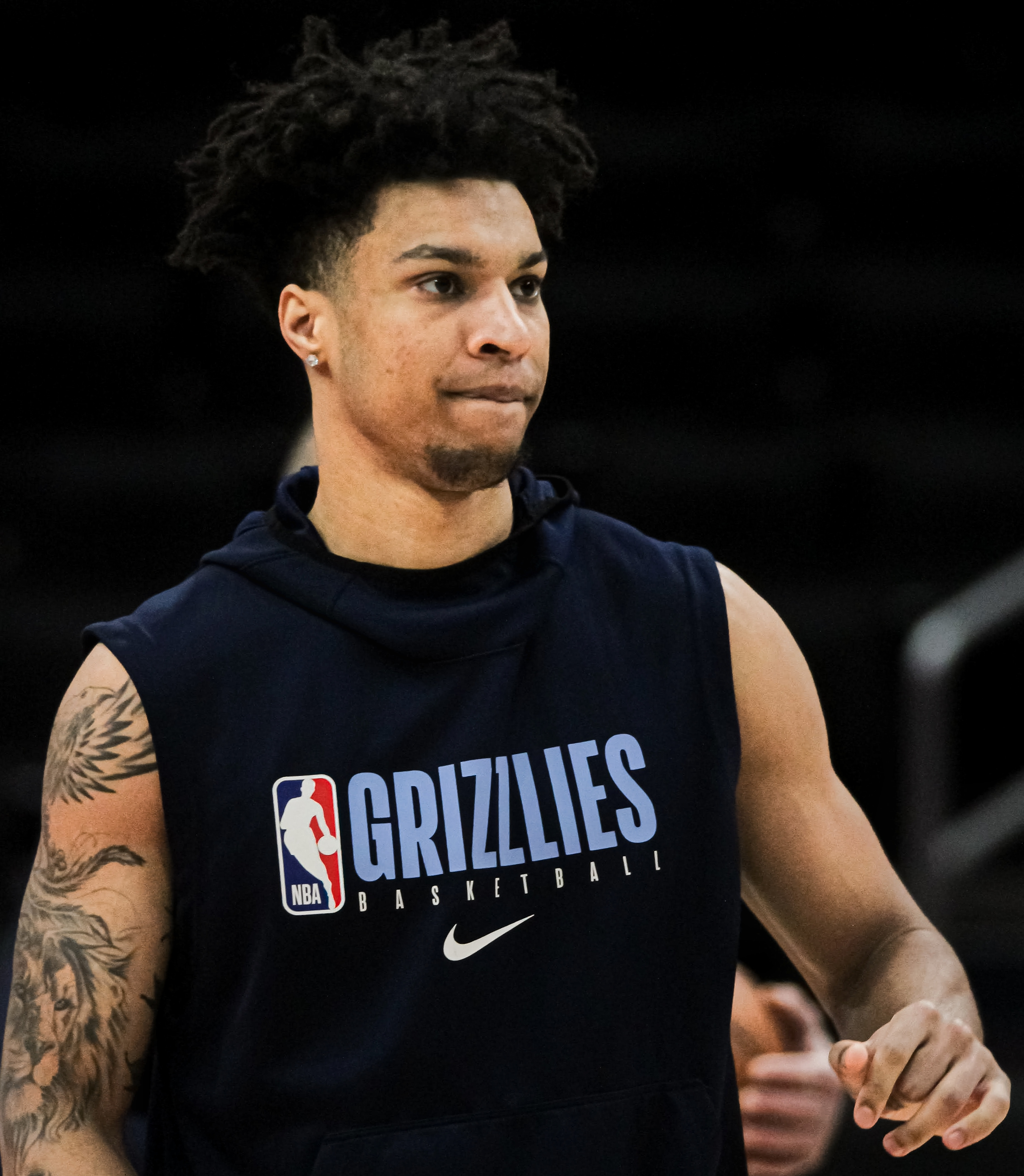
布兰登·克拉克在第二十一顺位被俄克拉荷马城雷霆选中，随后交易至孟菲斯灰熊。

  - 新奥尔良鹈鹕得到布兰登·英格拉姆、朗佐·鲍尔、喬許·哈特，一支2019年首轮选秀权、受保护的2021年首轮选秀权、与洛杉矶湖人交换2023和2024年首轮选秀权的权力以及部分现金补偿。
  - 华盛顿奇才得到莫里茨·瓦格納、伊萨克·邦加、杰梅里奥·琼斯和一支2022年洛杉矶湖人的二轮选秀权。
2. 1 2 3 4 5  7月6日：新奥尔良鹈鹕与亚特兰大老鹰交易[8][9]
  - 亚特兰大老鹰得到2019年的首轮选秀权（4号签，选中德安德烈·亨特）, 一个2019年的二轮选秀权（57号签，选中乔丹·博恩）、所罗门·希尔和一支2023年的二轮选秀权
  - 新奥尔良鹈鹕得到两支2019年的首轮选秀权（8和17号签，选中贾克森·海耶斯和尼基尔·亚历山大-沃克）和2019年的二轮选秀权（35号签，选中迪迪·卢扎达）和受保护的2020年首轮选秀权
3. 1 2  2019年7月6日，菲尼克斯太阳与明尼苏达森林狼交易[10][11][12]
  - 明尼苏达森林狼得到2019年的首轮选秀权（6号签，选中贾勒特·卡尔弗）
  - 菲尼克斯太阳得到2019年的首轮选秀权（11号签，选中卡梅伦·约翰逊）和達里奧·沙里奇
4. ↑  2019年7月6日布鲁克林篮网与亚特兰大老鹰交易[16][17]
  - 亚特兰大老鹰得到阿伦·克拉布、一个2019年的首轮选秀权和一个受保护的2020年首轮选秀权
  - 布鲁克林篮网得到唐瑞恩·普林斯和一个2021年的二轮选秀权
5. 1 2  2019年7月6日，俄克拉荷马城雷霆与孟菲斯灰熊交易[21][22]
  - 孟菲斯灰熊得到2019年的首轮选秀权（21号签，选中布兰登·克拉克）
  - 俄克拉荷马城雷霆得到 2019年的首轮选秀权（23号签，选中达里厄斯·贝兹利）和一支2024年的二轮选秀权
6. ↑  2019年7月6日，犹他爵士和孟菲斯灰熊交易[23][24]
  - 孟菲斯灰熊得到2019年的首轮选秀权（23号签）, 格雷森·阿伦、凯尔·科沃尔、杰·克劳德和一个受保护的2020年二轮选秀权
  - 犹他爵士得到迈克·康利
7. ↑  2019年7月6日，波士顿凯尔特人与菲尼克斯太阳交易[25][12]
  - 菲尼克斯太阳得到2019年的首轮选秀权（24号签，选中泰·杰罗姆）和阿隆·貝恩斯
  - 波士顿凯尔特人得到一个受保护的2020年选秀权
8. ↑  2019年6月26日，底特律活塞和克利夫兰骑士交易[31]
  - 克利夫兰骑士得到密尔沃基雄鹿的首轮选秀权（30号签，选中小凯文·波特）
  - 底特律活塞得到2020、2021、2023、2024年的二轮选秀权
9. ↑  2019年7月6日，菲尼克斯太阳与印第安纳步行者交易（三方交易，包括迈阿密热火）[34][35][12][36]
  - 迈阿密热火得到一个2019年的二轮选秀权（32号签，选中KZ·奥克帕拉）
  - 菲尼克斯太阳得到现金补偿
  - 印第安纳步行者得到T·J·華倫和2022、2025、2026年的二轮选秀权
10. 1 2  2019年7月6日，费城76人与亚特兰大老鹰交易[42][43]
  - 亚特兰大老鹰得到2019年的二轮选秀权（34号签，选中布鲁诺·费尔南多）
  - 费城76人得到2019年的二轮选秀权（57号签，选中乔丹·伯恩）和两个未来的二轮选秀权
11. 1 2  2019年6月27日，达拉斯独行侠和底特律活塞交易[48]
  - 底特律活塞得到2019年的二轮选秀权（37号签，选中代维达斯·西尔维迪斯）
  - 达拉斯独行侠得到2019年的二轮选秀权（45号签，选中以赛亚·罗比）和两个未来的二轮选秀权
12. ↑  2019年7月8日，费城76人与底特律活塞交易[86][87]
  - 底特律活塞得到2019年的二轮选秀权（57号签，选中乔丹·伯恩）
  - 费城76人得到一个2024年的二轮选秀权和现金补偿

## 训练营
仅限受邀者参加的NBA选秀联合训练营于当年5月15日至19日在芝加哥举办，其中场上对抗部分安排在17和18日。当年共有66名待选球员进入了受邀名单，包括顶级新人锡安·威廉森和贾·莫兰特。除他们外，还有克罗地亚的国际球员卢卡·沙马尼奇、从大学退学的球员杰伦·勒丘、以及跟米曹·羅賓遜一样，没有选择加入NCAA或者前往海外联赛打球以得到参选资格的达里厄斯·贝兹利等人受邀进入训练营。去年受邀参加训练营的两位球员今年同样得到了邀请，他们是去年受伤的琼泰·波特和前往澳大利亚国家篮球联赛打球的布莱恩·鲍文。今年选秀训练营还特地增设了G联赛训练营，该训练营将给予一定数量未受邀加入联合训练营的待选球员转入联合训练营的机会。今年共有11名球员通过这个途径加入了联合训练营，他们也将联合训练营的名单人数扩充到了77人。塔科·法尔是这11人之一，他打破了联合试训的最高身高（穿鞋7英尺7英寸）、臂展和站立摸高的历史记录。

## 乐透抽签
乐透抽签在当年季后赛期间的5月14日举行。这是首次采用新抽签模式的NBA选秀乐透抽签，新抽签模式抽出的顺位由以前的前三顺位扩充为前四顺位，且战绩最差的三支球队抽中前四各顺位的概率相同。新模式下战绩较好的球队有更大的概率抽中前四顺位，而原先战绩不在倒数前四的新奥尔良鹈鹕、孟菲斯灰熊和洛杉矶湖人受益于新模式，在此次抽签中抽中前四的顺位。
|  | 表示最终抽签结果 |

| 球队              | 2018–19赛季 战绩 | 状元签 概率 | 各顺位概率 | 各顺位概率 | 各顺位概率 | 各顺位概率 | 各顺位概率 | 各顺位概率 | 各顺位概率 | 各顺位概率 | 各顺位概率 | 各顺位概率 | 各顺位概率 | 各顺位概率 | 各顺位概率 | 各顺位概率 |
| 球队              | 2018–19赛季 战绩 | 状元签 概率 | 1          | 2          | 3          | 4          | 5          | 6          | 7          | 8          | 9          | 10         | 11         | 12         | 13         | 14         |
| ----------------- | ---------------- | ----------- | ---------- | ---------- | ---------- | ---------- | ---------- | ---------- | ---------- | ---------- | ---------- | ---------- | ---------- | ---------- | ---------- | ---------- |
| 纽约尼克斯        | 17–65            | 140         | .140       | .134       | .127       | .119       | .479       | —          | —          | —          | —          | —          | —          | —          | —          | —          |
| 克利夫兰骑士      | 19–63            | 140         | .140       | .134       | .127       | .119       | .278       | .200       | —          | —          | —          | —          | —          | —          | —          | —          |
| 菲尼克斯太阳      | 19–63            | 140         | .140       | .134       | .127       | .119       | .148       | .260       | .071       | —          | —          | —          | —          | —          | —          | —          |
| 芝加哥公牛        | 22–60            | 125         | .125       | .122       | .119       | .114       | .072       | .257       | .168       | .022       | —          | —          | —          | —          | —          | —          |
| 亚特兰大老鹰      | 29–53            | 105         | .105       | .105       | .105       | .105       | .022       | .196       | .267       | .088       | .006       | —          | —          | —          | —          | —          |
| 华盛顿奇才        | 32–50            | 90          | .090       | .092       | .094       | .096       | —          | .086       | .296       | .206       | .038       | .002       | —          | —          | —          | —          |
| 新奥尔良鹈鹕      | 33–49            | 60          | .060       | .063       | .067       | .072       | —          | —          | .197       | .372       | .151       | .016       | .000       | —          | —          | —          |
| 孟菲斯灰熊[1]     | 33–49            | 60          | .060       | .063       | .067       | .072       | —          | —          | —          | .312       | .341       | .080       | .005       | .000       | —          | —          |
| 达拉斯独行侠[2]   | 33–49            | 60          | .060       | .063       | .067       | .072       | —          | —          | —          | —          | .464       | .243       | .029       | .001       | .000       | —          |
| 明尼苏达森林狼    | 36–46            | 30          | .030       | .033       | .036       | .040       | —          | —          | —          | —          | —          | .659       | .190       | .012       | .000       | .000       |
| 洛杉矶湖人        | 37–45            | 20          | .020       | .022       | .024       | .028       | —          | —          | —          | —          | —          | —          | .776       | .126       | .004       | .000       |
| 夏洛特黄蜂        | 39–43            | 10          | .010       | .011       | .012       | .014       | —          | —          | —          | —          | —          | —          | —          | .861       | .090       | .002       |
| 迈阿密热火        | 39–43            | 10          | .010       | .011       | .012       | .014       | —          | —          | —          | —          | —          | —          | —          | —          | .906       | .046       |
| 萨克拉门托国王[3] | 39–43            | 10          | .010       | .011       | .012       | .014       | —          | —          | —          | —          | —          | —          | —          | —          | —          | .952       |

## 符合资格及参选球员
这次选秀是在2017年制定的「劳资协定」（或集体谈判协议，即collective bargaining agreement，简称CBA）框架下进行的。在2011年的停摆中达成的协议中并没有要求对选秀相关协议进行修改，但协议中要求各球队的所有者和球员立即对未来的选秀协议修正进行相关讨论。以下是部分规则：
- 所有参加选秀的球员需要在选秀当年年满19周岁，即意味着参加2019年NBA选秀的球员必须在2000年12月31日或之前出生[95]。
- 从2016年NBA选秀开始，以下与NCAA一级联盟相关的规则开始实施：[96]
  - 宣布参加选秀不再意味着失去NCAA打球的资格。假如球员没有与NBA以外的球队签约，或是与经纪人签约，他只要及时退出选秀即可保留在NCAA打球的资格。
  - NCAA球员需要在NBA选秀联合训练营结束后的十天内退出选秀，否则将失去在NCAA打球的资格。一般训练营会在五月中旬举办，这意味着球员可以在传统的退选截止日（约四月中旬）之后的五周左右宣布退选而不失去NCAA资格。
  - NCAA球员被允许参加联合训练营，同时在为任何NBA球队试训不超过一次的情况下他也将不失去NCAA资格。
  - NCAA球员现在最多可以宣布参选和退选两次而不失去NCAA资格，在新规则出台之前第二次参选被视为NCAA资格的永久丧失。
- 从2019年开始，所有在NBA选秀中落选的NCAA球员，只要他们终止与经纪人的合同，他们将被允许回到大学继续征战NCAA。[97]

NBA已经允许联合训练营加入那些决定保留NCAA资格的球员。但那些已经丧失NCAA球员资格的球员将只能通过邀请渠道加入。

### 早期参选球员
未自动符合选秀资格的球员必须在距选秀60日前以书面形式向NBA官方声明他们拥有选秀资格，在2019年选秀中，提交的截止日为4月21日。在4月21日后，这些被称为“提前进入”（Early Entry）的球员将可以参加NBA训练营和个人试训，以展现其技术并得到对其选秀位置的反馈。劳资协议规定，球员可以在距选秀10日前退出选秀，但假如想要保留继续在NCAA打球的资格，根据现行的NCAA相关规则，他们必须在联合训练营结束前10日，即5月29日前退出选秀。
雇佣了经纪人的球员在被选中时将丧失其NCAA资格。在收到NBA本科咨询委员会（NBA Undergraduate Advisory Committee）对球员评估的回复后，经纪人将可以在任意篮球赛季结束后代表他的客户。从本届选秀开始，那些未被选中的球员如果终止他们与经纪人的所有协议，将有机会回到大学打至少一年。

#### 大学退学球员
2019年共有233名退学球员（包括那些仍保留大学资格的球员）在4月21日截止日前宣布参选，其中175人来自大学（包括一位前往加拿大大学的美国球员）或是已经从高中毕业。。那些希望留在选秀中的球员必须雇佣经纪人，或者宣布他们将在选秀日前与经纪人签约。在截止日后，共有89名球员宣布雇佣经纪人并留在选秀，另外的86名球员则宣布他们将回到大学再打至少一个赛季。在国际球员退选截止日前，萨卡·基莱亚-琼斯和库亚特·诺瓦在丧失其大学资格的情况下仍然选择退出选秀，最终参选的大学球员人数被确认为84人。

#### 国际球员
今年宣布参选而未曾在之前宣布参选的球员，可在6月10日之前宣布退出选秀。在第一次参选截止日，即4月23日时，有创纪录的58名国际球员参选，包括一名来自加拿大大學校際體育總會的国际球员。但到6月10日时，有46名球员退出了选秀，自此仅剩12名真正意义上的外国球员选择参加本届选秀。
- 戈加·比塔泽 – C，KK 梅加（塞尔维亚篮球联赛）
- 亚戈·多斯·桑托斯（英语：Yago dos Santos） – G，保利斯塔诺竞技（英语：Club Athletico Paulistano (basketball)） （NBB）
- 塞古·敦布亚 – F，利摩日 CSP（法国篮球甲级联赛）
- 马塔斯·约格拉（英语：Matas Jogėla） – G， 阿利图斯朱基亚（英语：BC Dzūkija） （立陶宛篮球联赛）
- 迪迪·卢扎达 – F， 弗朗卡（NBB）
- 威廉·麦克道尔-怀特（英语：William McDowell-White） – G， 班貝格博澤（英语：Bamberg Baskets） (德國籃球甲級聯賽）
- 亚当·莫科卡（英语：Adam Mokoka） – G， KK 梅加（塞尔维亚篮球联赛）
- 约书亚·奥比希埃（英语：Joshua Obiesie） – G， 维尔茨堡圣奥利弗（英语：s.Oliver Würzburg） （德国篮球甲级联赛）
- 大卫·奥基基（英语：David Okeke） – F, 都灵菲亚特（英语：Auxilium Pallacanestro Torino） （意大利篮球甲级联赛）
- 卢卡·沙马尼奇 – F， 卢布尔雅那奥林匹亚 （斯洛文尼亚篮球甲级联赛）
- 代维达斯·西尔维迪斯 – G， 维尔纽斯里塔斯（立陶宛篮球联赛）
- 约韦尔·祖斯曼（英语：Yovel Zoosman） – G，特拉维夫马卡比 （以色列篮球联赛（英语：Israeli Premier League））

### 自动符合资格球员
不符合「国际球员」规定，但符合以下条款任意一条的球员自动拥有参选的资格：
- 已经在NCAA打满4年的球员。
- 从美国的高中毕业满四年，但没有在美国读大学的球员。
- 他们与任意非NBA的职业篮球队签订了合同，并根据该合同为球队打了比赛的球员。

符合「国际球员」规定的球员，只要符合以下条款之任意一条也将自动拥有参选资格：
- 在选秀当年年满22岁，即出生于2017年12月31日前的球员可以参加本届选秀。
- 与任意不在美国境内的职业篮球队签订了合同，并根据该合同为球队打了比赛的球员。

| 球员              | 球队                                      | 备注                                                               | 来源    |
| ----------------- | ----------------------------------------- | ------------------------------------------------------------------ | ------- |
| 达里厄斯·贝兹利   | 普林斯顿高中                              | 2018年高中毕业后没有进入大学就读                                   | [ 104 ] |
| 布莱恩·鲍文       | 悉尼国王（NBL）                           | 没有进入大学就读 选择自18-19赛季后前往海外打球                     | [ 100 ] |
| 伊莱贾·克拉伦斯   | 法兰克福客机 （德国篮球联赛）             | 在2018年离开伊利诺伊州立大学 选择自18-19赛季后前往海外打球         | [ 100 ] |
| 雅莱克·费尔顿     | 诺基亚 （芬兰篮球联赛）                   | 在2018年离开北卡罗莱纳大学 选择自18-19赛季后前往海外打球           | [ 100 ] |
| 哈里·弗洛林       | 阿德莱德36人 （NBL）                      | 在2018年离开马奎特大学 选择自18-19赛季后前往海外打球               | [ 100 ] |
| 阿多尼斯·恩里克斯 | 科连特斯赛艇 （阿根廷篮球联赛)            | 在2018年离开圣路易斯大学 选择自18-19赛季后前往海外打球             | [ 100 ] |
| 肖恩·李           | 芝加哥球手 （JBA）                        | 在2018年离开克劳德县社区大学 选择自18-19赛季后在美国国内打职业篮球 | [ 100 ] |
| 马库斯·洛维特     | 斯洛博达（塞尔维亚篮球联赛）              | 在2018年离开圣约翰大学 选择自18-19赛季后前往海外打球               | [ 100 ] |
| 德昂·莱尔         | 芝加哥球手 （JBA）                        | 在2018年离开UTSA 选择自18-19赛季后在美国国内打职业篮球             | [ 100 ] |
| 馬圖爾·梅克       | 拉什科兹拉罗格 （斯洛文尼亚篮球甲级联赛） | 没有进入大学就读 选择自18-19赛季后前往海外打球                     | [ 100 ] |
| 贾迈克尔·摩根     | 西雅图球手 （JBA）                        | 2018年高中毕业 选择自18-19赛季后在美国国内打职业篮球               | [ 100 ] |
| 达雷尔·普瓦里耶   | 首都Go-Go （NBA G聯盟）                   | 国际球员 选择自18-19赛季后在G联赛打球                              | [ 100 ] |
| 米卡·锡伯恩       | 格鲁吉亚梅加 （格鲁吉亚篮球甲级联赛）     | 在2018年离开蒙莫斯大學 选择自18-19赛季后前往海外打球               | [ 100 ] |
| 塔瓦里厄斯·夏因   | 吕勒奥 （瑞典篮球联赛）                   | 在2018年离开俄克拉荷马州立大学 选择自18-19赛季后前往海外打球       | [ 100 ] |
| 阿伦·斯马伊拉吉奇 | 聖克魯斯勇士 （NBA G联盟）                | 国际球员 选择自18-19赛季后在G联赛打球                              | [ 100 ] |
| 马泰·斯沃博达     | 斯維塔維 （NBL (捷克)）                   | 在2018年离开戴頓大學 选择自18-19赛季后前往海外打球                 | [ 100 ] |
| 登巴·特林博       | 洛杉矶球手 （JBA）                        | 没有进入大学就读 选择自18-19赛季后在美国国内打职业篮球             | [ 100 ] |

## 受邀进入“小绿屋”之球员
NBA每年通常会邀请15到20位球员进入“小绿屋”。这是一个为其家属和经纪人团队预留的特殊空间，位于选秀台的前方。当球员的名字被叫到，即被选中时，他将离开这个区域上台。而未受邀进入小绿屋的球员也被允许进入大会现场，但他们需要与球迷一起坐在看台上而不能进入预置空间。假如他们的名字被叫到了，他们也被允许上台与总裁合影。6月8日，NBA宣布今年只有九位球员受邀进入“小绿屋”（全部来自NCAA）。四天后，NBA又邀请了另外七名球员进入“小绿屋”。此后NBA每天追加两人，直至14日，邀请名单上的球员达到了20人。五天后，即选秀举行当日，三名球员才得到邀请进入“小绿屋”。直到选秀当晚，马蒂斯·塞布尔在最后一刻接到了NBA邀请的情况被曝光，他也成为了受邀进入“小绿屋”的最后一位，也是第24位球员。以下球员（按字母排序）受邀进入了本届选秀的“小绿屋”：
- 尼基尔·亚历山大-沃克（不在初始名单中，后续增补）
- R·J·巴雷特
- 戈加·比塔泽（不在初始名单中，后续增补）
- /波尔·波尔（不在初始名单中，后续增补）
- 布兰登·克拉克（不在初始名单中，后续增补）
- /尼古拉斯·克拉克斯顿（不在初始名单中，后续增补）
- 贾勒特·卡尔弗（不在初始名单中，后续增补）
- / 塞古·敦布亚（不在初始名单中，后续增补）
- 达里厄斯·加兰
- 八村壘（不在初始名单中，后续增补）
- 贾克森·海斯
- 泰勒·希罗（不在初始名单中，后续增补）
- 德安德烈·亨特
- 凯尔登·约翰逊（不在初始名单中，后续增补）
- 姆菲翁杜·卡本盖莱（不在初始名单中，后续增补）
- 罗密欧·朗福德（不在初始名单中，后续增补）
- 纳西尔·利特尔（不在初始名单中，后续增补）
- 贾·莫兰特
- 小凯文·波特（不在初始名单中，后续增补）
- 卡梅伦·雷迪什
- 马蒂斯·塞布尔（不在初始名单中，后续增补）
- P·J·华盛顿（不在初始名单中，后续增补）
- 科比·怀特
- 锡安·威廉森